# 小林裕幸
小林 裕幸（こばやし ひろゆき、1972年8月12日 - ）は、日本のゲームクリエイター、プロデューサー。愛知県名古屋市出身。カプコン所属を経て、現・GPTRACK50代表取締役社長。血液型はAB型。

## 来歴
中京大学情報科学部情報科学科出身で、多くのサークル活動に参加していた。
1995年、カプコンにプログラマーとして入社。デビュー作はプレイステーションの『バイオハザード』第1作目。『ディノクライシス2』にて初めてプロデューサーを務める。
2022年8月12日、自身のTwitterにて同年3月31日付でカプコンを退職し、その後NetEase Gamesへ移籍したことを公表。同年11月1日、NetEase Gamesの新設日本法人となるゲームスタジオ・GPTRACK50の代表取締役社長に就任。

## 人物
『デビルメイクライ』などプロデュースしてきた作品の中でも特に『戦国BASARA』シリーズはプロジェクトの立ち上げから関わり続け、アニメ版にも参加するなど思い入れが強い。

## 作品

### ゲーム
- バイオハザードシリーズ
  - バイオハザード：ソフトウェアエンジニア: プレイヤー/エネミー
  - バイオハザード2：ソフトウェアエンジニア: シナリオプログラム
  - バイオハザード3 LAST ESCAPE：プランナー: サポート
  - バイオハザード CODE:Veronica 完全版：アシスタントプロデューサー
  - バイオハザード（リメイク版）：プロデューサー
  - バイオハザード0：プロモーションプロデューサー
  - バイオハザード4：プロデューサー
  - バイオハザード6：エグゼクティブプロデューサー
- ディノクライシスシリーズ
  - ディノクライシス：メインプランナー
  - ディノクライシス2：プロデューサー
  - ディノクライシス3：プロデューサー
- デビルメイクライシリーズ
  - デビルメイクライ：プロデューサー
  - デビルメイクライ4：プロデューサー
  - デビルメイクライ4 スペシャルエディション：エグゼクティブプロデューサー
- killer7：プロデューサー
- 戦国BASARAシリーズ：プロデューサー
  - 戦国BASARA
  - 戦国BASARA2
  - 戦国BASARA2 英雄外伝（HEROES）
  - 戦国BASARA X
  - 戦国BASARA BATTLE HEROES
  - 戦国BASARA3
  - 戦国BASARA CHRONICLE HEROES
  - 戦国BASARA3 宴
  - 戦国BASARA HD Collection
  - 戦国BASARA4
  - 戦国BASARA4 皇
  - 戦国BASARA列伝シリーズ 真田幸村伝
  - 戦国BASARA バトルパーティー
- ふしぎ刑事：プロデューサー
- Dragon's Dogma：プロデューサー
  - Dragon's Dogma: Dark Arisen：エグゼクティブプロデューサー
  - Dragon's Dogma Online：エグゼクティブプロデューサー
- ガイストクラッシャー：エグゼクティブプロデューサー
  - ガイストクラッシャー ゴッド：エグゼクティブプロデューサー
- めがみめぐり：エグゼクティブプロデューサー

### テレビアニメ
- Devil May Cry：スーパーバイザー
- 戦国BASARAシリーズ：原作監修
  - 戦国BASARA
  - 戦国BASARA弐
  - 戦国BASARA Judge End
  - 学園BASARA
- ガイストクラッシャー：企画・監修

### アニメ映画
- バイオハザードシリーズ：プロデューサー
  - バイオハザード ディジェネレーション
  - バイオハザード ダムネーション
  - バイオハザード: ヴェンデッタ ※原作監修
  - バイオハザード：デスアイランド
- 戦国BASARAシリーズ：原作監修
  - 劇場版 戦国BASARA -The Last Party-

### Webアニメ
- ドラゴンズドグマ：共同プロデューサー
- バイオハザード：インフィニット ダークネス：エグゼクティブプロデューサー
- モンスターハンター：レジェンド・オブ・ザ・ギルド
- 鬼武者　※原作監修

### 舞台
- 戦国BASARAシリーズ：（原作）監修
  - 舞台「戦国BASARA」
  - 舞台「戦国BASARA」〜蒼紅共闘〜
  - 舞台「戦国BASARA3」
  - 舞台「戦国BASARA2」
  - 舞台「戦国BASARA3」-瀬戸内響嵐-
  - 舞台「戦国BASARA3 宴」
  - 舞台「戦国BASARA3 宴弐」-凶王誕生×深淵の宴-
  - 舞台「戦国BASARA3」-咎狂わし絆-
  - 舞台「戦国BASARA4」
  - 舞台「戦国BASARA VS Devil May Cry」
- デビルメイクライシリーズ：（原作）監修
  - 舞台「DEVIL MAY CRY ーTHE LIVE HACKERー」
- バイオハザード：（原作）監修
  - 舞台「BIOHAZARD THE STAGE」　
  - 舞台「ミュージカルBIOHAZARD 〜ヴォイス・オブ・ガイア〜」
  - 舞台「BIOHAZARD THE Experience」

### テレビドラマ
- 戦国BASARAシリーズ：原作監修
  - 戦国BASARA-MOONLIGHT PARTY

- バイオハザード（テレビドラマ）

### 映画
- 「バイオハザード」シリーズ：アソシエイトプロデューサー
  - バイオハザードII アポカリプス
  - バイオハザードIII
  - バイオハザードIV アフターライフ
  - バイオハザードV リトリビューション
  - バイオハザード: ザ・ファイナル
  - バイオハザード: ウェルカム・トゥ・ラクーンシティ
- モンスターハンター
- 戦国BASARAシリーズ：原作監修
  - 戦国BASARA-MOONLIGHT PARTY-Remix 前篇
  - 戦国BASARA-MOONLIGHT PARTY-Remix 後篇